# 山蔦圭輔
山蔦 圭輔（やまつた けいすけ、1979年1月2日 - ）は、神奈川大学人間科学部教授。合同会社メンタルヘルスケア・ネットワーク代表社員。一般社団法人臨床心理職能開発機構南浦和つながりクリニック代表理事。
専門は臨床心理学、カウンセリング。説職障害の予防や医療従事者に対するケアを専門とし、2023年5月1日に代表を務める精神科・心療内科を開設し、心理的支援を有効に提供することを目指している。